# Троглобионти
Троглобионтите са организми, които населяват пещерни екосистеми и са се адаптирали към живот без светлина. Адаптацията им обхваща развитие на някои от сетивата (усещането за мирис, вкус и слуха), и паралелно с това отсъствие на сетива, които не са им нужни (пигментация, зрение). Сред троглобионтите са различни видове паяци, насекоми, риби и др.